# 6284 Борісіванов
6284 Борісіванов (6284 Borisivanov) — астероїд головного поясу, відкритий 2 березня 1981 року.
Тіссеранів параметр щодо Юпітера — 3,304.